# Pankrác (Praha)
Pankrác (rod mužský i ženský) je název horní, jižní části katastrálního území Nusle v Praze 4. Pankrác byla původně ves a její název je odvozen od kostela svatého Pankráce. Na počátku 15. století byl kostel sv. Pankráce kostelem zaniklé vsi Krušina. V roce 1898 byla Pankrác spojena s Nuslemi. Horní část Nuslí byla označena jako  Nusle II. Samostatné město Nusle, se soudním okresem, pak existovalo až do 1. ledna 1922, kdy bylo připojeno k Velké Praze. Pankrác se nachází v okolí kostela sv. Pankráce, v místech ulice Na Pankráci, Pankráckého náměstí, náměstí Hrdinů. Oblast Pankráce na okraji Krče, na tzv. Pankrácké pláni, se od první poloviny 19. století nazývá Horní Pankrác. V té době se zde nacházelo několik chalup.

## Název a kostel

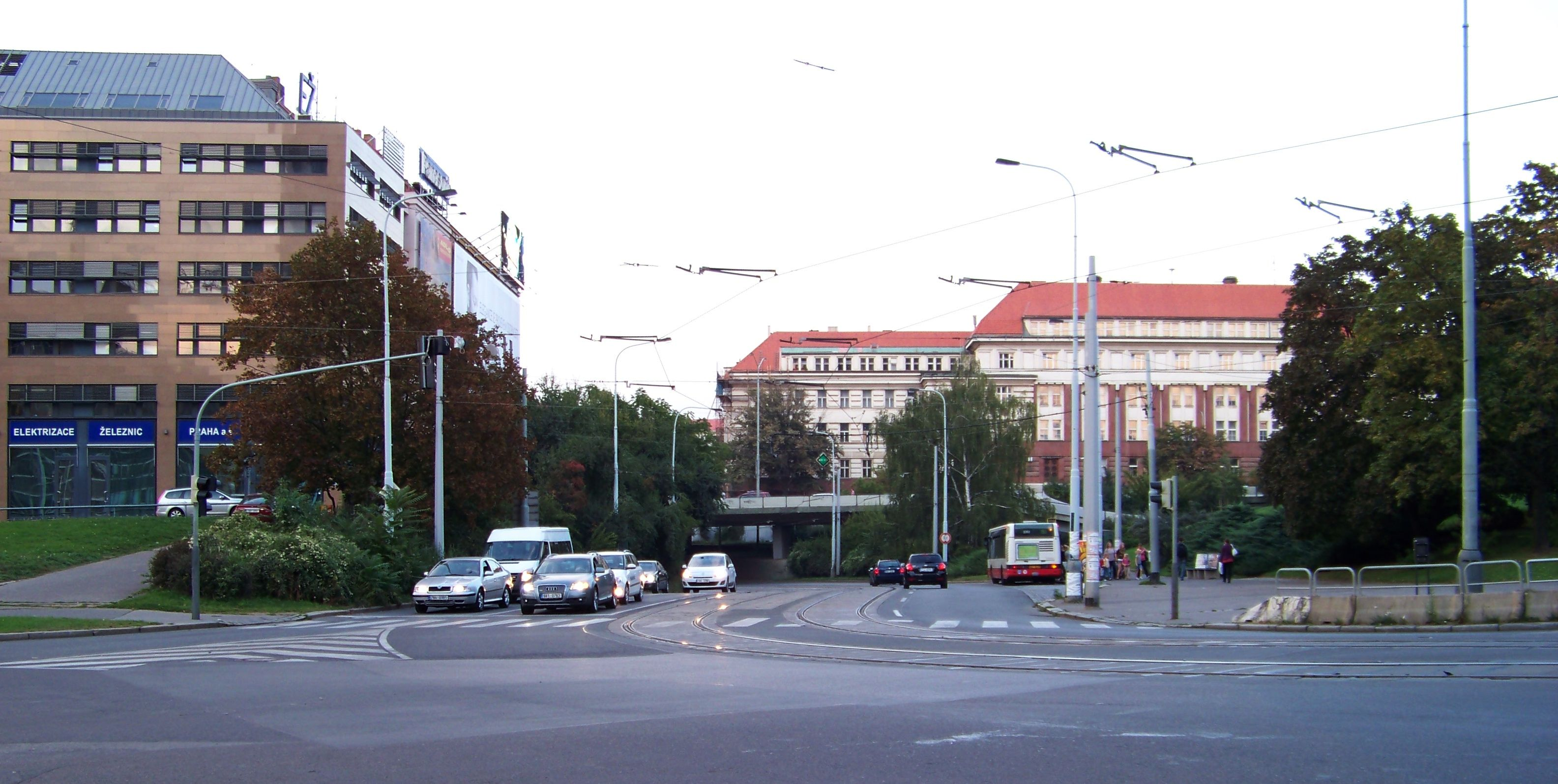
Náměstí Hrdinů

Místní název je odvozen od patrona zdejšího kostela, sv. Pankráce, římského mučedníka. Kostelík stojí v horní části Sinkulovy ulice. Dnešní raně barokní svatyně byla vybudována během druhé poloviny 17. století michelskými jezuity. Stanula na základech staršího románského a později gotického kostela, který byl pobořen císařskými vojsky při švédském obléhání Prahy roku 1648 a vypleněn pruskou armádou roku 1757. Pod kostelem bylo během archeologického výzkumu v letech 1968–1970 odhaleno základové zdivo románské rotundy z konce 12. století. Po zrušení jezuitského řádu roku 1773 byl kostel odsvěcen a do roku 1818 využíván jako sklad prachu. Díky čilé stavební aktivitě na přelomu 18. a 19. století byl kostel opět vysvěcen a dodnes je součástí nuselské farnosti římskokatolické církve (je filiálním k nuselskému kostelu svatého Václava) s pravidelnými bohoslužbami. Severozápadně od kostela stála nuselská hospodářská usedlost Vokáčka.

## Historie

### Průmysl

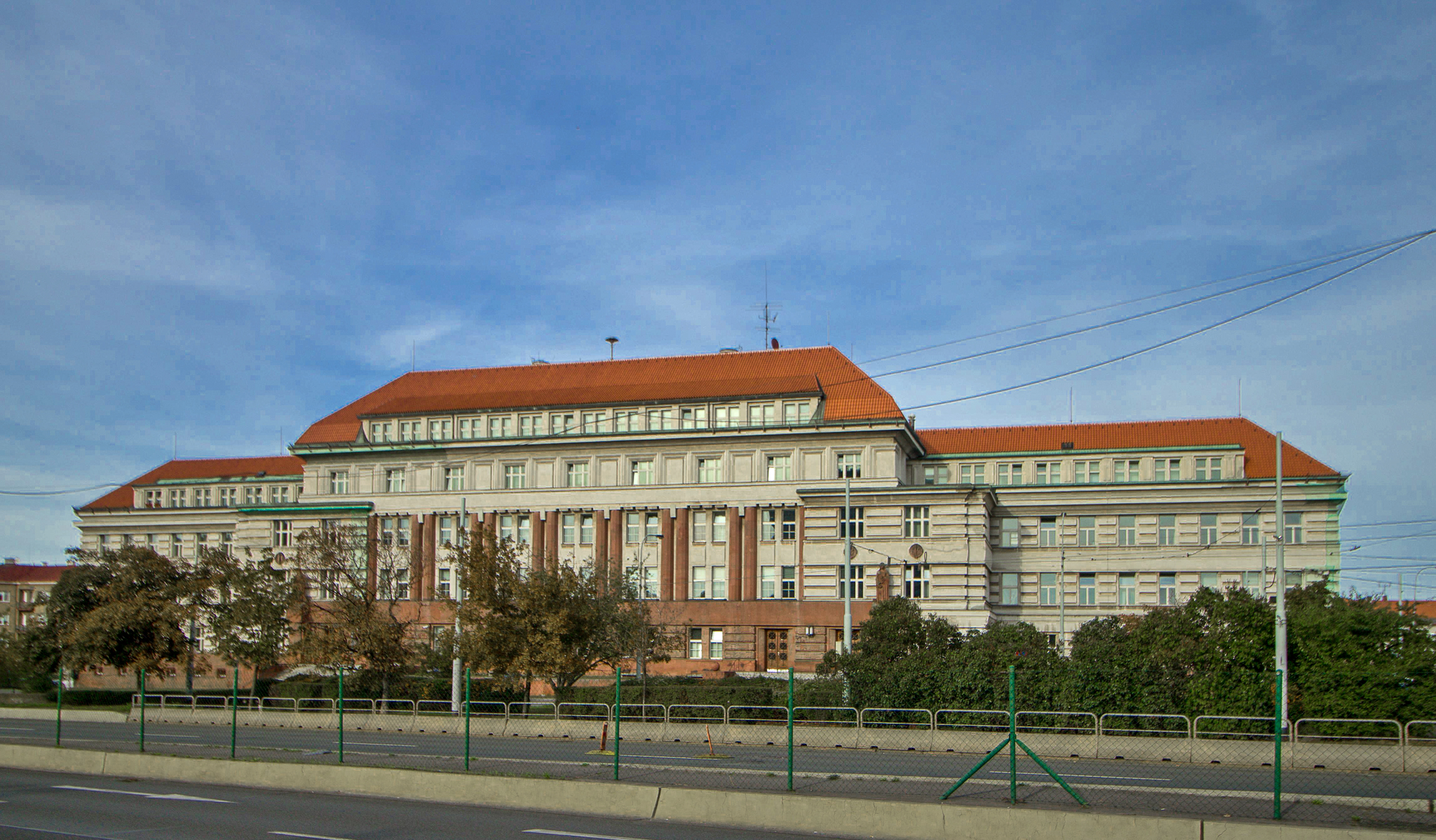
Budova Vrchního soudu v Praze

Na sídlišti Zelená liška, prakticky na rozhraní čtvrtí Nusle, Krč a Michle před vodojemem architekta Jana Kotěry z roku 1906, (jeho kopií je Třeboňská vodárna z roku 1909) se nacházel velký a celosvětově známý průmyslový podnik. Jednalo se o původní Janečkovu zbrojovku JaWa-Janeček-Wanderer, pozdější (národní) podnik Jawa Nusle, vyrábějící motocykly, které tradičně vítězily v Trophy teamech soutěže mezinárodní šestidenní. Dnes zde mají své provozovny řetězec Bauhaus, Finanční úřad pro Prahu 4, pojišťovny a další úřady a firmy. Menší provoz Jawy (tzv. motozbroj) se také nalézal v ulici 5. května vedle někdejšího kina Libuše jen malý kousek od někdejšího autobusového nádraží a konečné stanice trolejbusů. V roce 1964 pak došlo k násilné reorganizaci motocyklového průmyslu v Československu, z národního podniku Jawa Nusle se direktivním způsobem již roku 1960 stal jiný podnik, jednalo se o podnik ČKD Polovodiče zabývající se elektrotechnickou výrobou v oblasti silnoproudé elektroniky (výroba diod, tyristorů, triaků, usměrňovačů apod.). Za kinem Libuše, v dnešní ulici 5. května, působila již od doby první republiky firma na cejchování, opravy a výrobu vah. V ulici Na Pankráci, blízko kostela sv. Pankráce a Sokolovny, hrálo též první nuselské širokoúhlé kino Revoluce.
V současnosti je Pankrác především obytná a administrativní čtvrť a žádný významný průmysl se zde nenachází.

### Věznice a soud
Od sklonku 19. století se název „Pankrác“ stal známým i jako označení pro pražskou pankráckou věznici (stavba Nusle č. p. 998), která byla vystavěna v letech 1885–1889 jako náhrada za Svatováclavskou trestnici  poblíž Karlova náměstí na Novém Městě pražském a byla několikrát přestavována (naposledy v roce 1939). S věznicí souvisí i bývalá budova krajského trestního soudu a později Nejvyššího soudu na Náměstí hrdinů (Nusle č. p. 1300), která byla přistavěna k věznici v letech 1929–1933 a je dílem arch. Bedřicha Bendelmayera. V budově dnes sídlí Vrchní soud a Vrchní státní zastupitelství v Praze.

### Novější výstavba

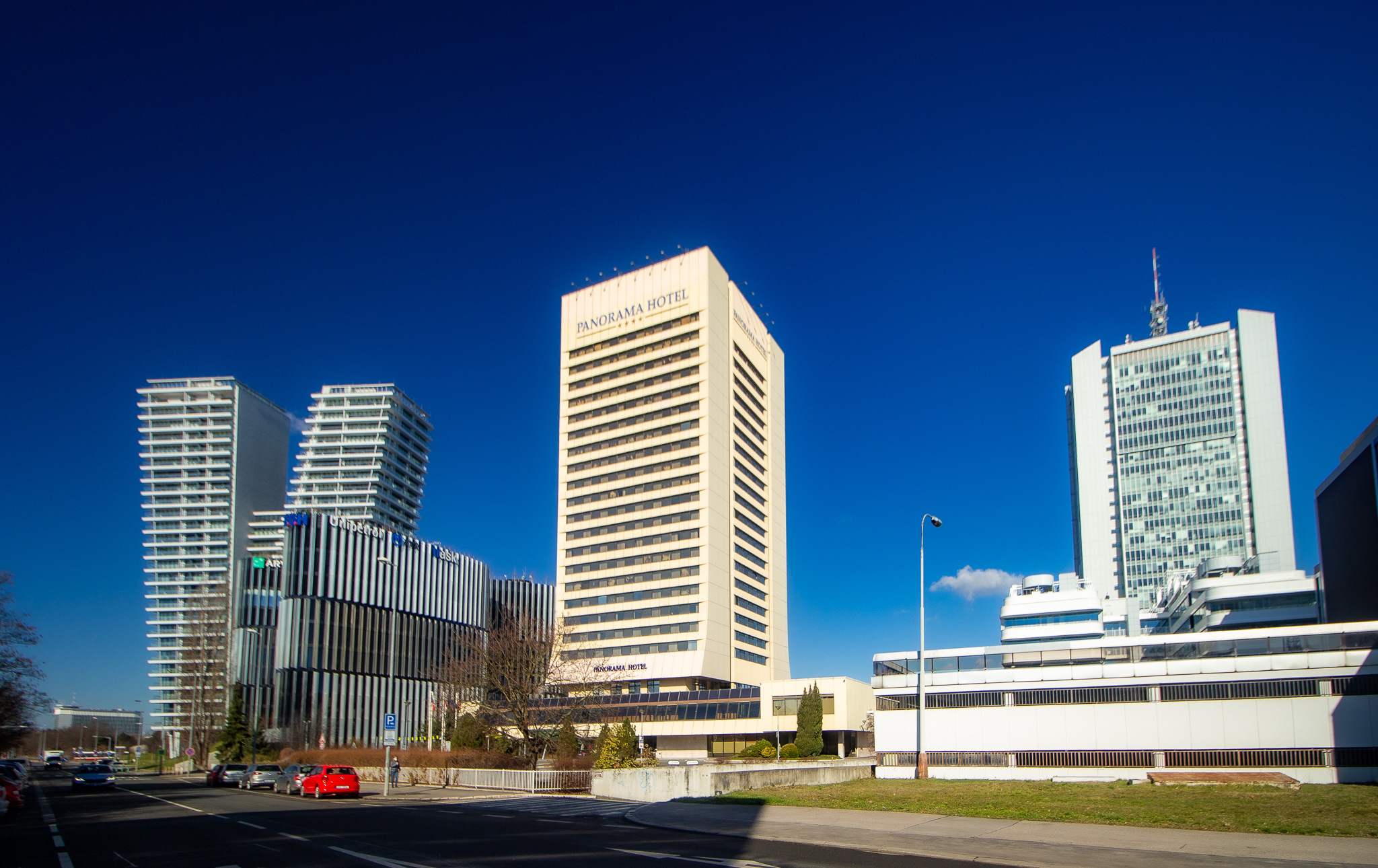
Park Na Pankráci (Kavčí hory) s budovami V Tower (vlevo), v pozadí City Empiria (vpravo) a uprostřed hotel Panorama.

Oblast Pankráce byla ve 20. a 30. letech 20. století územím rozsáhlé bytové výstavby. Další výstavba pokračovala hlavně v 60. letech, kdy vyrostla sídliště Pankrác I, Pankrác II a Pankrác III. Nedaleko od sídliště Pankrác I byl v té době také dostavěn rozsáhlý televizní komplex Československé televize na Kavčích horách (nyní sídlo České televize), který se fakticky z větší části nachází ve čtvrti Podolí, z menší části pak v Nuslích (Hranice mezi katastry Podolí a Nuslí tam vede středem televizní budovy známé jako rohlík, dle svého půdorysu-poté prochází podolskou kolejí ČVUT k ulicím Na Dolinách a Sinkulovy). V roce 1969 vznikla ještě na katastru Nuslí u zdravotního střediska plastika, připomínající písmena J a P (tragické úmrtí Jana Palacha), která byla odstraněna až po roce 2000, byla již ve špatném stavu a údajně svou výškou okolo pěti metrů stínila nově zbudovanému kruhovému objezdu.
Od sedmdesátých let postupně vyrůstaly na Pankrácké pláni výškové budovy. V roce 1977 byla postavena budova Motokovu (dnes City Empiria), v roce 1983 byl dokončen hotel Panorama (nyní Panorama hotel Prague). V osmdesátých letech se začala stavět nová budova Československého rozhlasu (dnes City Tower), přes 20 let stála pouze hrubá stavba, dostavěna až v roce 2008. V roce 2008 vzniklo také obchodní centrum Arkády Pankrác. City Tower a City Empiria byly dvě nejvyšší budovy v Česku do roku 2013, kdy je překonal brněnský AZ Tower. Výstavba budovy ve tvaru „V" – V Tower s výškou 104 metrů začala v červnu 2015, skončila v únoru 2018. Mezi další kancelářské budovy zde stojící patří City Green Court, Trimaran či Main Point Pankrác.
V části Pankráce při náměstí Hrdinů stojí budova někdejšího Centrotexu.

## Doprava

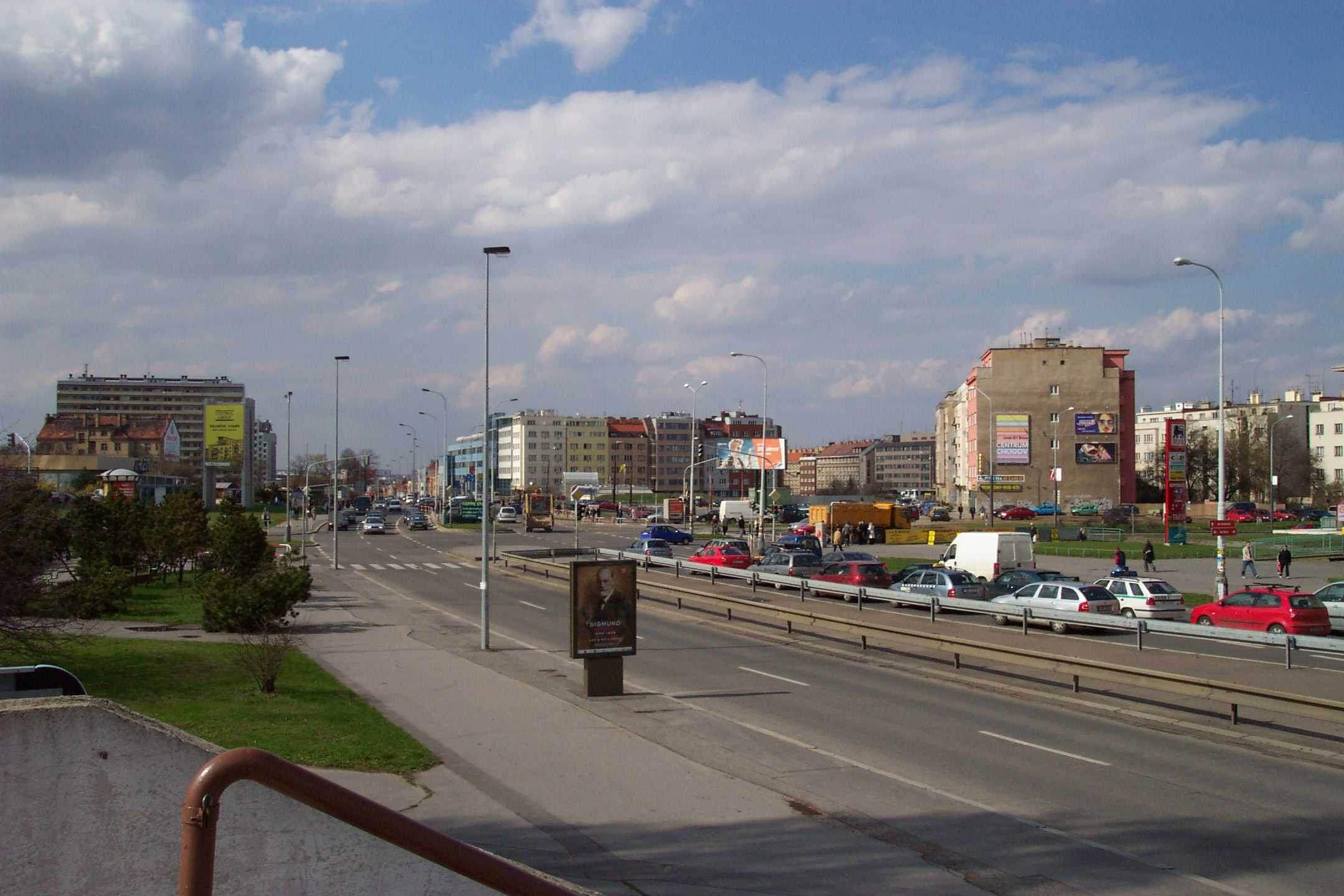
Křižovatka na Pankráci, uprostřed je vidět autobusové nádraží krátce před zbouráním

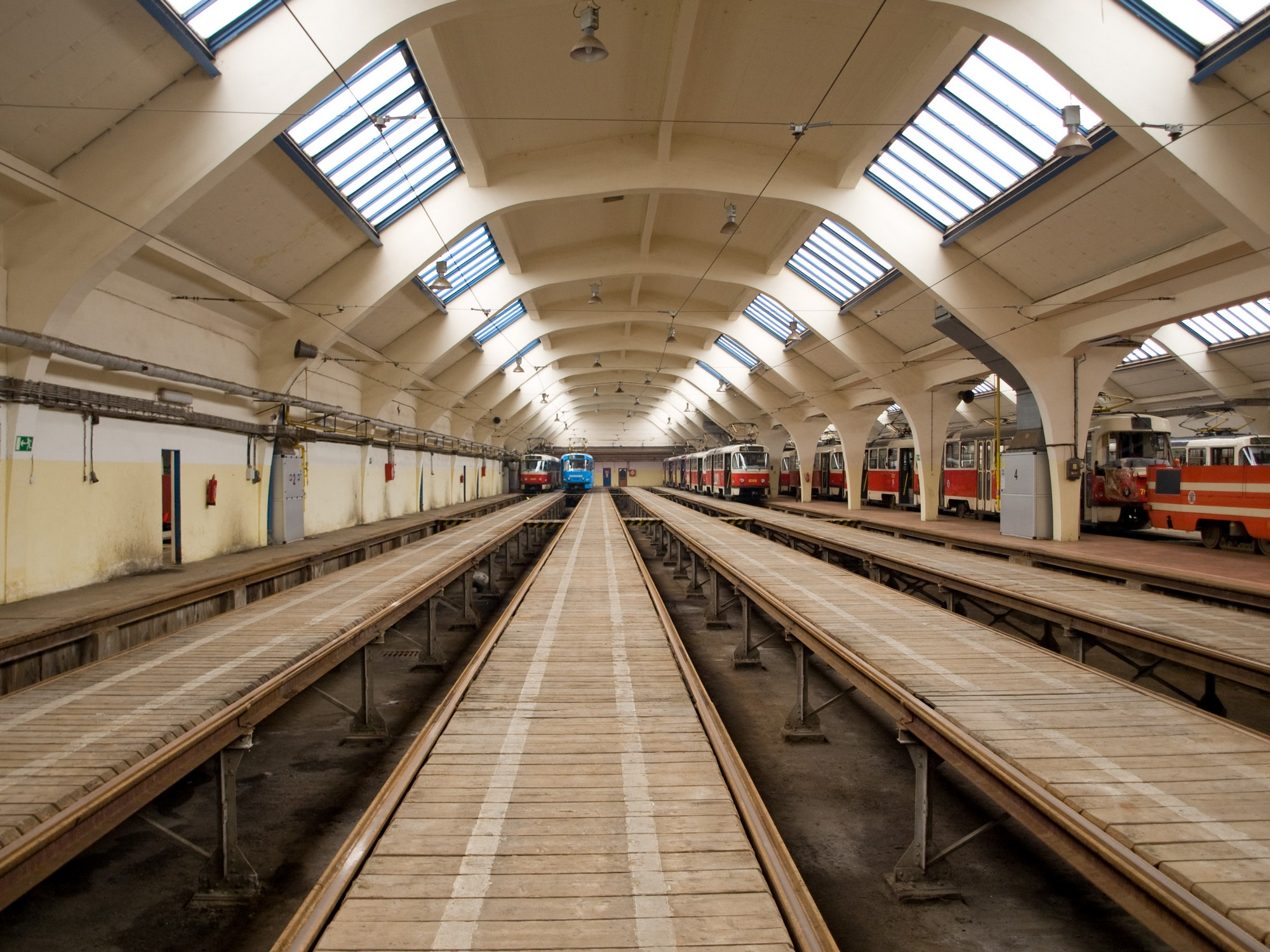
Interiér pankrácké vozovny

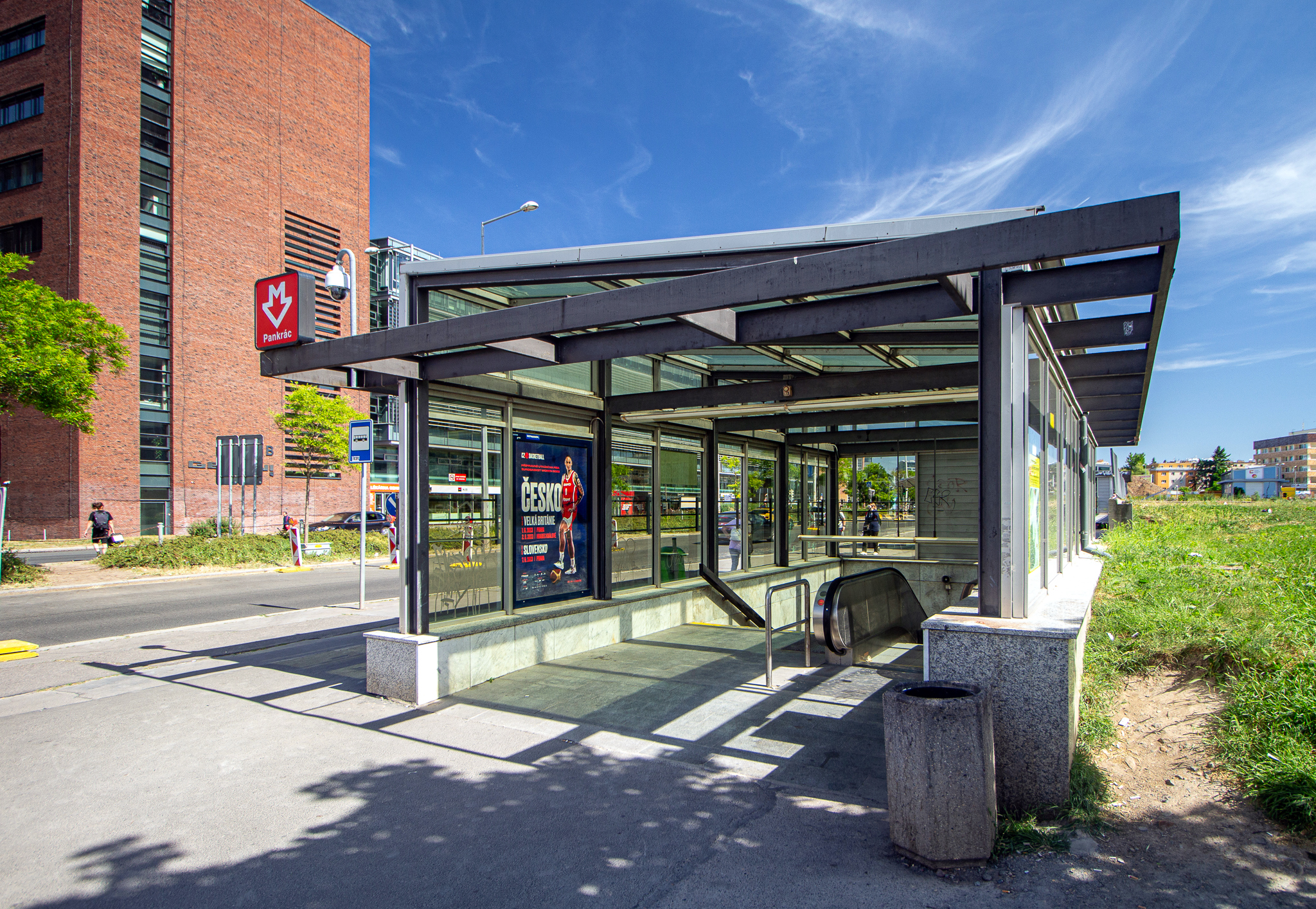
Stanice metra Pankrác

### Minulost
Pankrác se zapsala do historie také svým autobusovým nádražím Pankrác – historicky prvním nádražím tohoto typu v Praze. Bylo slavnostně otevřeno 7. července 1947. Nádraží sloužilo autobusovým linkám směřujícím především do jižních Čech, na Benešovsko a do Posázaví. Kapacita byla asi 200 spojů denně a počet cestujících postupně narostl na 11 000 denně.
V bezprostřední blízkosti autobusového nádraží (přibližně v prostoru pozdějšího mrakodrapu Motokovu) bylo hřiště fotbalového klubu Nuselského SK a také konečná stanice trolejbusové linky 55, která vedla z Pankráce přes Podolí tunelem pod Vyšehradem na Výtoň ke staré Botanické zahradě UK a odtud až na Václavské náměstí, kde se nacházela druhá konečná stanice. V jižním cípu autobusového nádraží se také nalézala velká čerpací stanice pohonných hmot.
Tramvajová doprava na Pankrác byla zahájena v roce 1925, kdy byla trať z Nuslí dovedena na dnešní náměstí Hrdinů. Brzy byla postavena nová vozovna a již v roce 1930 byla trať prodloužena až na Kačerov.
V těsném sousedství autobusového nádraží procházela tramvajová trať ulicí 5. května. V důsledku výstavby Severojižní magistrály byla později přeložena do ulice Na Pankráci. Jezdívaly zde tramvajové linky číslo 3, 13 a 14. Linka číslo 13 končila v Krči na Ryšánce a dále linky 3 a 14, jenž vedly nejprve na Lísek (pozdější Budějovické náměstí, nyní okolí stanice metra Budějovická) a později až na Kačerov – teprve mnohem později sem byla vedena také linka číslo 18. Tyto tramvajové tratě byly definitivně zrušeny v důsledku otevření linky „C“ Pražského metra v roce 1974. Jejich pozůstatek tvoří onen malý kousek s tramvajemi 18 a 19 od Nuselské radnice na náměstí Hrdinů, který zůstal, mimo jiné, zachován také kvůli provozu v Pankrácké tramvajové vozovně a tramvajovému spojení centra Nuslí s metrem.

#### Konec autobusového nádraží
V roce 1986 bylo autobusové nádraží na Pankráci uzavřeno s tím, že bude rekonstruováno tak, aby zde mohlo být odbavováno 700 autobusů denně. V roce 1990 vzniklo sdružení Občanská iniciativa Pankráce, která se zasazovala o zrušení záměru dokončit rekonstrukci a zprovoznit autobusové nádraží, protože většina obyvatel bezprostředně sousedících domů proti provozu tohoto nádraží v sousedství bytů protestovala. Na základě těchto protestů se vedení městské části Praha 4 rozhodlo rekonstrukci nádraží zastavit a dohodlo s investorem změnu projektu tak, že areál bude sice dokončen, ale v budovách původně určených pro nádraží vznikne nová (na Pankráci již třetí) tržnice. Ta byla otevřena počátkem roku 2000, fungovala ale jen krátce. V roce 2006 byla zbořena a na jejím místě byl v prosinci 2008 otevřen administrativní komplex Gemini. Funkci autobusového nádraží převzalo autobusové stanoviště u stanice metra Roztyly na lince C.

### Současnost
Na Pankrác se nejlépe lze dostat metrem, linkou C, do stejnojmenné stanice. Kromě toho sem vede od Nuselské radnice tramvajová trať zakončená Pankráckou vozovnou na náměstí Hrdinů. Od stanice Kotorská, zbudované v roce 2021 se trať větví k vozovně (linka 18) přes nuselskou ulici Na Veselí a stanici metra C "Pankrác"(linka 19).

### Budoucnost
V budoucnu se počítá s výstavbou stanice linky metra D a ve výhledu i linky E. Spolu s tímto je možné (ač málo pravděpodobné), že se sem navrátí tramvajová trať v trasování Lihovar – Dvorce – Jeremenkova – Budějovické náměstí – Pražského povstání (viz Budějovické náměstí). V roce 2008 zastupitelstvo Prahy 4 zveřejnilo, že bude uvažovat také o alternativním vedení tramvaje od náměstí Hrdinů ulicí Na Dolinách k Podolské vodárně.

## Tržnice

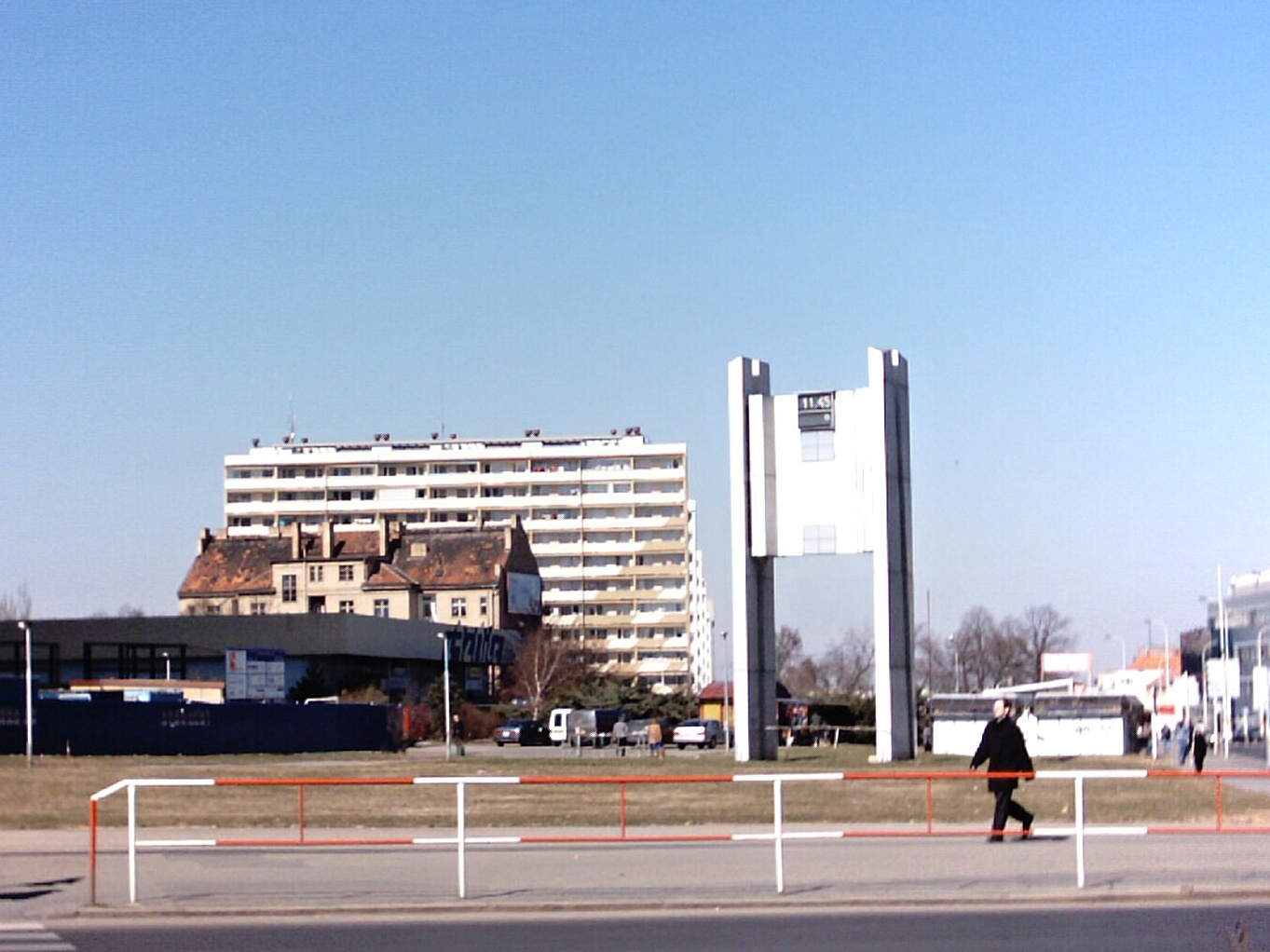
Tržnice v roce 2003

V blízkosti stanice metra Pankrác existovaly tři tržnice. První z nich („oranžová“) fungovala v jedné ze čtyř čtvercových budov, které stojí nad tunely metra směrem do centra. V roce 2006 byla rekonstruována, v polovině roku 2017 byla definitivně uzavřena. Druhá tržnice byla v 80. letech umístěna do velké montované haly, která zde zůstala po výstavbě výškových budov. V přilehlých venkovních stáncích byl velký výběr čerstvé zeleniny a ovoce. Tato tržnice byla zbořena roku 2006 spolu s přilehlým šestipodlažním domem z roku 1930 ve Hvězdově ulici (první polovina tohoto domu zanikla již dříve při stavbě metra) a starším domkem a vilkou v kolmé ulici Runczikově. Uvolněné místo bylo využito pro rozšíření Hvězdovy ulice na čtyři pruhy a pro obchodní centrum Arkády Pankrác, které bylo otevřeno 14. listopadu 2008 (shodou okolností v den 90. výročí první volby T. G. Masaryka prezidentem republiky). Třetí tržnice fungovala jen krátce (viz odstavec konec autobusového nádraží). Na jejím místě vyrostly nové prosklené domy v Pikrtově ulici.
Na konci Hvězdovy ulice u kruhového objezdu a zdravotního střediska sídliště Pankrác II ve směru do Nuslí stávalo v letech 1970 až 2002 čtyřmetrové sousoší vertikálně řazených písmen J a P, připomínající plamen a neoficiálně památku na sebeobětování Jana Palacha. Bylo odstraněno po roce 2002 pro "neopravitelnost".